# McGuinn-Hillman
McGuinn-Hillman è un album di Roger McGuinn e Chris Hillman, pubblicato dalla Capitol Records nel 1980. 

## Tracce
Lato A
1. Mean Streets – 2:56 (Chris Hillman, Douglas Foxworthy)
2. Entertainment – 3:26 (Chris Hillman, Roger McGuinn)
3. Soul Shoes – 3:12 (Graham Parker)
4. Between You and Me – 2:58 (Graham Parker)
5. Angel – 3:20 (Chris Hillman, Douglas Foxworthy)

Durata totale: 15:52
Lato B
1. Love Me Tonight – 3:16 (Robbie Seidman)
2. King for a Night – 3:32 (Chris Hillman, Roger McGuinn)
3. A Secret Side of You – 3:43 (Will McFarlane)
4. Ain't No Money – 3:32 (Rodney Crowell)
5. Turn Your Radio On – 3:04 (Chris Hillman, Roger McGuinn)

Durata totale: 17:07

## Musicisti
- Roger McGuinn - chitarra elettrica, chitarra acustica, chitarra a sei corde, chitarra a dodici corde
- Chris Hillman - basso
- John Sambataro - chitarra elettrica solista
- Wayne Perkins - chitarra elettrica solista
- Barry Beckett - tastiere
- Scott Kirkpatrick - batteria
- Joe Lala - percussioni